# 2542 Calpurnia
2542 Calpurnia eller 1980 CF är en asteroid i huvudbältet som upptäcktes den 11 februari 1980 av den amerikanske astronomen Edward L.G. Bowell vid Anderson Mesa Station. Den är uppkallad efter Julius Caesars sista fru Calpurnia.
Asteroiden har en diameter på ungefär 20 kilometer.